# Zabytki gminy Rudnik
Zabytki gminy Rudnik – na terenie gminy znajduje się dwanaście obiektów wpisanych do rejestru zabytków województwa śląskiego.

## Brzeźnica
| Obiekt                                    | Forma ochrony               | Czas powstania     | Styl architektoniczny | Numer ewidencyjny           |
| ----------------------------------------- | --------------------------- | ------------------ | --------------------- | --------------------------- |
| Ruina dworu                               | wojewódzki rejestr zabytków | II połowa XVIII w. | barok                 | A/Op-651/59                 |
| Spichlerz dworski                         | wojewódzki rejestr zabytków |                    |                       | A/1752/1815/98 z 31.12.1998 |
| Młyn przy ul. Leśnej                      | gminna ewidencja zabytków   | XIX wiek           |                       |                             |
| Kaplica przy ul. Kozielskiej              | gminna ewidencja zabytków   | XIX wiek           |                       |                             |
| Kapliczka domkowa przy ul. Kozielskiej 24 | gminna ewidencja zabytków   | XIX wiek           |                       |                             |

## Czerwięcice
| Obiekt                                         | Forma ochrony               | Czas powstania | Styl architektoniczny | Numer ewidencyjny      |
| ---------------------------------------------- | --------------------------- | -------------- | --------------------- | ---------------------- |
| Zespół pałacowo-parkowy: pałac, park i stodoła | wojewódzki rejestr zabytków | XIX w.         | neoklasycyzm          | A/1650/97 z 15.11.1997 |
| Budynek mieszkalny przy ul. Głównej 11         | gminna ewidencja zabytków   |                |                       |                        |
| Kaplica cmentarna przy ul. Głównej             | gminna ewidencja zabytków   |                |                       |                        |
| Cmentarz parafialny przy ul. Głównej           | gminna ewidencja zabytków   |                |                       |                        |
| Kapliczka domkowa przy ul. Głównej 12          | gminna ewidencja zabytków   | XIX wiek       |                       |                        |

## Gamów
| Obiekt                                                             | Forma ochrony               | Czas powstania    | Styl architektoniczny | Numer ewidencyjny |
| ------------------------------------------------------------------ | --------------------------- | ----------------- | --------------------- | ----------------- |
| Kościół parafialny pw. św. Anny                                    | wojewódzki rejestr zabytków | I połowa XVIII w. | barok                 | A/Op-621/59       |
| Budynek plebanii                                                   | gminna ewidencja zabytków   |                   |                       |                   |
| Kaplica cmentarna przy ul. Głównej                                 | gminna ewidencja zabytków   |                   |                       |                   |
| Młyn przy ul. Długiej 4                                            | gminna ewidencja zabytków   |                   |                       |                   |
| Zagrody typu frankońskiego przy ul. Głównej 35 i 37                | gminna ewidencja zabytków   | I połowa XIX w.   |                       |                   |
| Kapliczka słupowa z rzeźbą św. Jana Nepomucena przy ul. Długiej 24 | gminna ewidencja zabytków   | I połowa XIX w.   |                       |                   |
| Kapliczka szafkowa przy ul. Długiej 63                             | gminna ewidencja zabytków   | XX w.             |                       |                   |
| Kapliczka domkowa przy ul. Długiej 28                              | gminna ewidencja zabytków   | XIX w.            |                       |                   |
| Kapliczka cmentarna przy ul. Długiej                               | gminna ewidencja zabytków   |                   |                       |                   |
| Kapliczka domkowa przy ul. Długiej 36                              | gminna ewidencja zabytków   | XIX w.            |                       |                   |
| Kapliczka przy ul. Długiej 40                                      | gminna ewidencja zabytków   |                   |                       |                   |
| Kapliczka domkowa przy ul. Długiej 33                              | gminna ewidencja zabytków   |                   |                       |                   |

## Gacki
| Obiekt            | Forma ochrony             | Czas powstania | Styl architektoniczny | Numer ewidencyjny |
| ----------------- | ------------------------- | -------------- | --------------------- | ----------------- |
| Kapliczka domkowa | gminna ewidencja zabytków | I połowa XX W. |                       |                   |

## Grzegorzowice
| Obiekt                                             | Forma ochrony             | Czas powstania  | Styl architektoniczny | Numer ewidencyjny |
| -------------------------------------------------- | ------------------------- | --------------- | --------------------- | ----------------- |
| Budynek plebanii                                   | gminna ewidencja zabytków |                 |                       |                   |
| Dawny dwór przy ul. Powstańców Śląskich 21B        | gminna ewidencja zabytków | XIX wiek        |                       |                   |
| Kapliczka domkowa przy ul. Powstańców Śląskich 36  | gminna ewidencja zabytków | XIX w.          |                       |                   |
| Kapliczka cmentarna przy ul. Powstańców Śląskich 6 | gminna ewidencja zabytków | I połowa XIX w  |                       |                   |
| Kapliczka domkowa przy ul. Powstańców Śląskich 7   | gminna ewidencja zabytków | I połowa XIX w. |                       |                   |
| Kapliczka przy ul. Długiej 40                      | gminna ewidencja zabytków |                 |                       |                   |
| Kapliczka domkowa przy ul. Długiej 33              | gminna ewidencja zabytków |                 |                       |                   |